# Женская сборная Узбекистана по волейболу
Женская национальная сборная Узбекистана по волейболу (узб. O'zbekiston Xotin-qizlar voleybol jamoasi) — представляет Узбекистан на международных волейбольных соревнованиях. Управляющей организацией выступает Федерация волейбола Узбекистана (узб. O'zbekiston voleybol federatsiyasi).

## История
Волейбол в Узбекистане появился в 1928 году. С 1940 различные команды из Ташкента принимали участие в чемпионатах СССР, но высоких результатов не показывали, а в 1954—1961 союзные первенства и вовсе проходили без участия представителей Узбекистана. Возрождение устойчивого интереса к женскому волейболу в республике произошло лишь с середины 1960-х и связано с появлением в Ташкенте команды «Спартак» (с 1970 — «Автомобилист»). С 1972 года «Автомобилист» — практически неизменный участник чемпионатов СССР среди команд высшей лиги. Своих лучших результатов ташкентский коллектив добился в середине 1970-х под руководством тренера А.Израилова, когда в 1977 занял высокое 4-е место в первенстве СССР, а в 1978 стал обладателем Кубка СССР. Целый ряд волейболисток «Автомобилиста» входили в сборную СССР и прежде всего стоит выделить таких игроков как Вера Дуюнова (двукратная олимпийская чемпионка, чемпионка мира), Лариса Павлова (чемпионка московской Олимпиады), Елена Петрунина и Ольга Белова (чемпионки Европы).
Во всех девяти волейбольных турнирах Спартакиад народов СССР принимала участие женская сборная Узбекской ССР. Лучший результат — 5-е места в 1975 и 1986 годах.
После получения Узбекистаном независимости федерация волейбола страны в 1992 году вступила в ФИВБ и АКВ.
На международную арену женская сборная Узбекистана впервые вышла в июле 1993 года, приняв участие в чемпионате Азии, который проходил в Китае. На двух предварительных этапах узбекские волейболистки одержали две победы и дважды проиграли, а в матче за 5-е место уступили команде Казахстана. В последующие годы сборная Узбекистана ещё 5 раз участвовала в азиатских первенствах, но выше 6-го места не поднималась, а в 2007 и 2023 и вовсе замыкала итоговую таблицу .
С 1997 волейболистки Узбекистана регулярно заявлялись в отборочные турниры чемпионатов мира, но в борьбе за путёвку на мировое первенство ничего не могут противопоставить ведущим сборным континента. После 2009 года сборная Узбекистана провела лишь один официальный международный матч, в котором 26 июня 2013 в квалификационном турнире чемпионата мира 2014 проиграла сборной Индии в трёх партиях.    

## Результаты выступлений и составы

### Чемпионаты мира
- 1994 — не участвовала
- 1998 — не квалифицировалась
- 2002 — не квалифицировалась
- 2006 — не квалифицировалась
- 2010 — не квалифицировалась
- 2014 — не квалифицировалась
- 2018 — не участвовала
- 2022 — не участвовала
- 2022 — не квалифицировалась

- 2006 (квалификация): Евгения Шмитова, Лилия Карпова, Рената Тришева, Елена Клевцова, Светлана Ашуркова, Елена Беззубцева, Полина Зборовская. Тренер — Леонид Айрапетьянц.
- 2010 (квалификация): Гульноза Рахимова, Кристина Тихомолова, Диана Матназарова, Гульшода Садыкова, Агата Матъякубова, Анна Карамзина, Полина Зборовская, Светлана Ашуркова, Екатерина Мельникова, Одина Назарова, Анастасия Беззубцева, Анна Паршукова, Джумагуль Сотлыкова. Тренер — Леонид Айрапетьянц.
- 2014 (квалификация): Гульноза Рахимова, Диана Матназарова, Лилия Ким, Агата Матъякубова, Бархаёхон Умарова, Юлия Сысоева, Саида Алламова, Мария Куршева, Эльмира Раджабова, Светлана Ашуркова. Тренер — Леонид Айрапетьянц.

### Чемпионат Азии
- 1993 — 6-е место
- 1995 — не участвовала
- 1997 — 6-е место
- 1999 — 7-е место
- 2001 — не участвовала
- 2003 — не участвовала
- 2005 — не участвовала
- 2007 — 13-е место
- 2009 — 12-е место
- 2011 — не участвовала
- 2013 — не участвовала
- 2015 — не участвовала
- 2017 — не участвовала
- 2019 — не участвовала
- 2023 — 14-е место

### Азиатский Кубок вызова
- 2022 — 4-е место
- 2023 — 8-е место

### Центральноазиатские игры
- 2-е место — 1995, 1997, 1999.

### Чемпионат CAZA[1]
- 2021 —  2-е место
- 2023 — 4-е место

### Игры Исламской солидарности
- 2017 — не участвовала
- 2022 — 6-е место

## Состав
Сборная Узбекистана в соревнованиях 2023 года (Азиатский Кубок вызова, чемпионат Азии)
| №    | Имя, фамилия           | Год рождения | Рост | Амплуа      |
| ---- | ---------------------- | ------------ | ---- | ----------- |
| 1    | Зарнигара Аскарова     | 1996         | 181  | нападающая  |
| 2    | Маликахон Тусупулатова | 2004         | 180  | нападающая  |
| 3    | Ходисахон Тошкенбоева  | 2001         | 180  | центральная |
| 3    | Шойра Рузимова         | 2005         | 178  | нападающая  |
| 4    | Эзозахон Сативолдиева  | 2000         | 176  | нападающая  |
| 5    | Нозимахон Джамолова    | 2000         | 174  | нападающая  |
| 6    | Юлдуз Рахмонова        | 2001         | 166  | связующая   |
| 7    | Маликабону Олимова     | 2002         | 171  | нападающая  |
| 8    | Зайнабхон Олимова      | 2005         | 178  | нападающая  |
| 9    | Насиба Джамолова       | 2003         | 168  | связующая   |
| 9    | Сабрина Джолдасбаева   | 2005         | 178  | нападающая  |
| 10   | Мухилсахон Джалолова   | 2000         | 162  | связующая   |
| 10   | Гульёра Абдурахмонова  | 2005         | 165  | связующая   |
| 11   | Камила Кучкорова       | 2003         | 168  | либеро      |
| 11   | Угилой Абдуллаева      | 2002         | 163  | либеро      |
| 12,7 | Дильноза Боймирзаева   | 2004         | 185  | нападающая  |
| 12   | Хуморой Хасанова       | 2004         | 172  | нападающая  |
| 13   | Рухшона Азимова        | 2006         | 178  | нападающая  |
| 14   | Эзозахон Исматова      | 2005         | 168  | нападающая  |

- Главный тренер — Азат Казаков.
- Тренеры — Ильхомджон Турдиев, Фарида Хайретдинова, Таваккалджон Утанов.